# 白无鳃笠螺
白无鳃笠螺（学名：Limalepeta lima）是软体动物门腹足綱之下的深海笠螺，屬於无鳃笠螺科无鳃笠螺属。无鳃笠螺科舊屬原始腹足目，如今是笠形腹足類支序蓮花青螺總科的成員。

## 分佈
本科物種分佈於韩国、台湾、日本及日本海沿岸的俄羅斯彼得大帝灣海域。
常栖息在水深10－50米附近的淺海岩礁。